# Wiesław Skrzypczak
Wiesław Franciszek Skrzypczak – polski zootechnik, profesor nauk rolniczych.

## Życiorys
W 1980 r. ukończył studia zootechniczne w Akademii Rolniczej w Szczecinie, w 1986 r. obronił pracę doktorską, w 1992 r. otrzymał stopień doktora habilitowanego. W 1999 r. uzyskał tytuł profesora nauk rolniczych. Był pracownikiem naukowym na Uniwersytecie Przyrodniczym we Wrocławiu.
Jest zatrudniony w Zachodniopomorskim Uniwersytecie Technologicznym w Szczecinie (Wydział Biotechnologii i Hodowli Zwierząt, Katedra Fizjologii, Cytobiologii i Proteomiki). Specjalizuje się w fizjologii okresu neonatalnego zwierząt, głównie fizjologii nerek noworodków i regulacji homeostazy wodno-elektrolitowej. Jest autorem ponad 230 publikacji naukowych, pięciu podręczników akademickich, czterech skryptów (dziewięć wydań), dwóch przewodników oraz przekładu podręcznika z fizjologii (z j. niem.). Wykonał ponad 200 recenzji, był promotorem dziewięciu doktorów oraz doctora honoris causa. Kierownik projektu Unii Europejskiej SPO 4.6 (utworzenie laboratorium proteomiki) oraz beneficjent 14 innych grantów (Komitet Badań Naukowych/Ministerstwo Nauki i Szkolnictwa Wyższego/Narodowe Centrum Nauki). Stypendysta Österreichischer Akademischer Austauschdienst (Universität Graz) oraz Deutscher Akademischer Austauschdienst (Freie Universität Berlin). Organizator i współorganizator ponad 20 konferencji naukowych. Inicjator powołania na Wydziale Biotechnologii i Hodowli Zwierząt kierunku biotechnologia. Prorektor Akademii Rolniczej w Szczecinie (2005-2008), dziekan Wydziału Biotechnologii i Hodowli Zwierząt (1993-1996, 1996-1999, 2002-2005), redaktor naczelny Wydawnictw Naukowych Akademii Rolniczej w Szczecinie (1999-2002), kierownik Katedry Fizjologii, Cytobiologii i Proteomiki (2000-2012) oraz Wydziałowych Studiów Doktoranckich (2009-2023). Członek Polskiej Komisji Akredytacyjnej (od 2016), Komitetu Nauk Zootechnicznych Polskiej Akademii Nauk (2007-2011, 2012-2014, 2020-2024) oraz Rady Naukowej Instytutu Fizjologii i Żywienia Zwierząt Polskiej Akademii Nauk (od 2007). Ekspert Komisji Ewaluacji Jednostek Naukowych (2013-2015, 2016-2018), członek Zarządu Głównego Polskiego Towarzystwa Fizjologicznego w Krakowie (2001-2011), przewodniczący Oddziału Polskiego Towarzystwa Fizjologicznego w Szczecinie (2000-2011), sekretarz generalny Szczecińskiego Towarzystwa Naukowego (2008-2012). Współtwórca ogólnopolskich czasopism naukowych: Electronic Journal of Polish Agricultural Universities oraz Acta Scientiarum Polonorum. Uhonorowany m.in. Krzyżem Kawalerskim Orderu Odrodzenia Polski, Złotym Krzyżem Zasługi, Złotym Medalem za długoletnią służbę, Medalem za Zasługi dla Nauki - Sapientia et Veritas, Medalem Komisji Edukacji Narodowej, Nagrodą Ministra Nauki i Szkolnictwa Wyższego oraz Zachodniopomorskim Noblem.